# Jean-Luc Gréau
Jean-Luc Gréau es un economista francés, que ha sido experto del Medef (Mouvement des entreprises de France).
Nacido el 16 de octubre de 1943 en Marengo (Argelia).